# Jonas Jeberg
Jonas Jeberg (1975, Rønne, Bornholm) é um compositor de música e produtor musical dinamarquês. Ele já trabalhou em muitas produções famosas como Kylie Minogue, Jordin Sparks, Pussycat Dolls, Pixie Lott, JLS, e Shayne Ward.